# Göksen Büyükbezci
Göksen Büyükbezci (* 26. Juli 1966 in Köln) ist ein deutscher Fernsehredakteur und -autor.
Büyükbezci studierte Bioverfahrenstechnik an der RWTH Aachen und absolvierte ein Grundstudium in Germanistik und Politologie. Während und nach dem Studium arbeitete der Diplomingenieur in verschiedenen Funktionen bis hin zum Geschäftsführer in Film- und Fernsehproduktionen.
Ab 2001 begann er eine Tätigkeit als freier Autor für den WDR, NDR und BR. Seit 2002 war er fest als Redakteur bei Phoenix angestellt, wo er am 1. November 2006 die Redaktionsleitung des Bereichs Dokumentationen & Reportagen übernahm. Zum Juli 2014 wechselte Büyükbezci zum Nachrichtensender n-tv, wo er die Leitung der strategischen Programmplanung übernahm.